# Embrione
L'embrione è il primo stadio dello sviluppo di un organismo eucariote diploide. Negli organismi che si riproducono sessualmente, lo sviluppo embrionale è la parte del ciclo vitale che inizia subito dopo la fecondazione del gamete femminile da parte dello spermatozoo (o gamete) maschile. La risultante fusione di queste due cellule produce uno zigote unicellulare che subisce molte divisioni cellulari che producono molte nuove cellule.

## Definizione

### In botanica

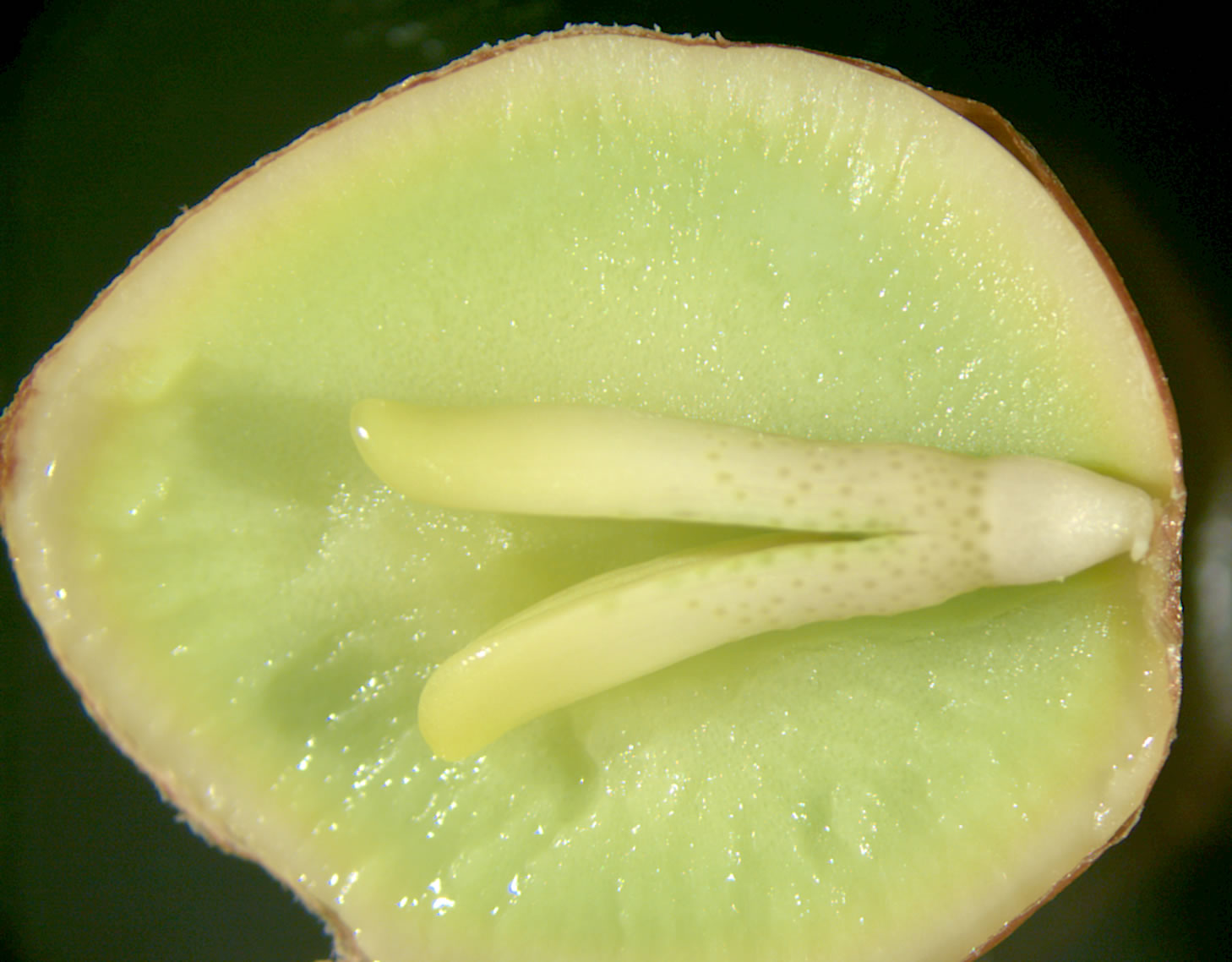
L'interno di un seme di Ginkgo, mostrante l'embrione.

Le piante creano embrioni dopo la fecondazione di un ovulo aploide da parte del polline. Il DNA dell'ovulo e del polline si combinano per formare uno zigote unicellulare diploide che si svilupperà in un embrione.
Lo zigote, che si dividerà più volte man mano che progredisce durante lo sviluppo embrionale, è una parte del seme. Altri componenti del seme includono l'endosperma, che è un tessuto ricco di sostanze nutritive che aiuteranno a sostenere l'embrione della pianta in crescita, e i tegumenti del seme, dei rivestimenti esterni protettivi. La prima divisione cellulare di uno zigote è asimmetrica, formando due cellule: una piccola cellula (la cellula apicale) e una grande cellula (la cellula basale). La cellula piccola apicale alla fine darà origine alla maggior parte delle strutture della pianta matura, come il fusto, le foglie e le radici. La cellula basale più grande darà origine al sospensore, che collega l'embrione all'endosperma in modo che i nutrienti possano passare tra di loro. Le cellule dell'embrione vegetale continuano a dividersi e progredire attraverso stadi di sviluppo chiamati per il loro aspetto generale: globulare, cuore e siluro. Nello stadio globulare si possono già riconoscere i tre sistemi tessutali delle piante (epidermico, di riempimento e vascolare).
Anche le piante che producono spore invece di semi, come le briofite e le felci, producono embrioni.
Tutte le piante che creano embrioni sono indicate collettivamente come embriofite (o con il loro nome scientifico, Embryophyta). Questo, insieme ad altre caratteristiche, distingue le piante da altri tipi di organismi fotosintetici, come le alghe, che non producono embrioni.

### In zoologia
Negli animali il termine embrione può avere significati leggermente diversi, riferiti allo sviluppo dell'organismo, a seconda dei diversi gruppi tassonomici. In termini generali per tutti gli eumetazoi si parla di embrione per tutti gli stadi iniziali della divisione dello zigote. Spesso questi stadi si riferiscono ad un organismo non a vita libera e generalmente confinato nell'uovo o in strutture ad esso assimilabili. Successivamente, l'organismo può assumere nomi specifici diversi, spesso generalizzati in larva per tutti i non cordati.

Diagramma di un uovo di gallina nel suo 9º giorno, dove si nota il corion che circonda l'embrione.

L'embrione dei mammiferi placentati è definito come quell'organismo che si sviluppa partendo con il nome di zigote e mantiene il nome di embrione fino a quando lo sviluppo degli organi diviene completo al punto da includere tutti i diversi tipi di organi e tessuti presenti nell'organismo già nato: allora viene sostituito dal termine feto. In effetti, in tutti i mammiferi placentati solo una parte dell'embrione originario – così definito – darà vita al feto. Una parte delle cellule embrionali, benché identiche a quelle precursori del feto, si svilupperanno in una struttura diversa formando la placenta.

#### Embrione umano

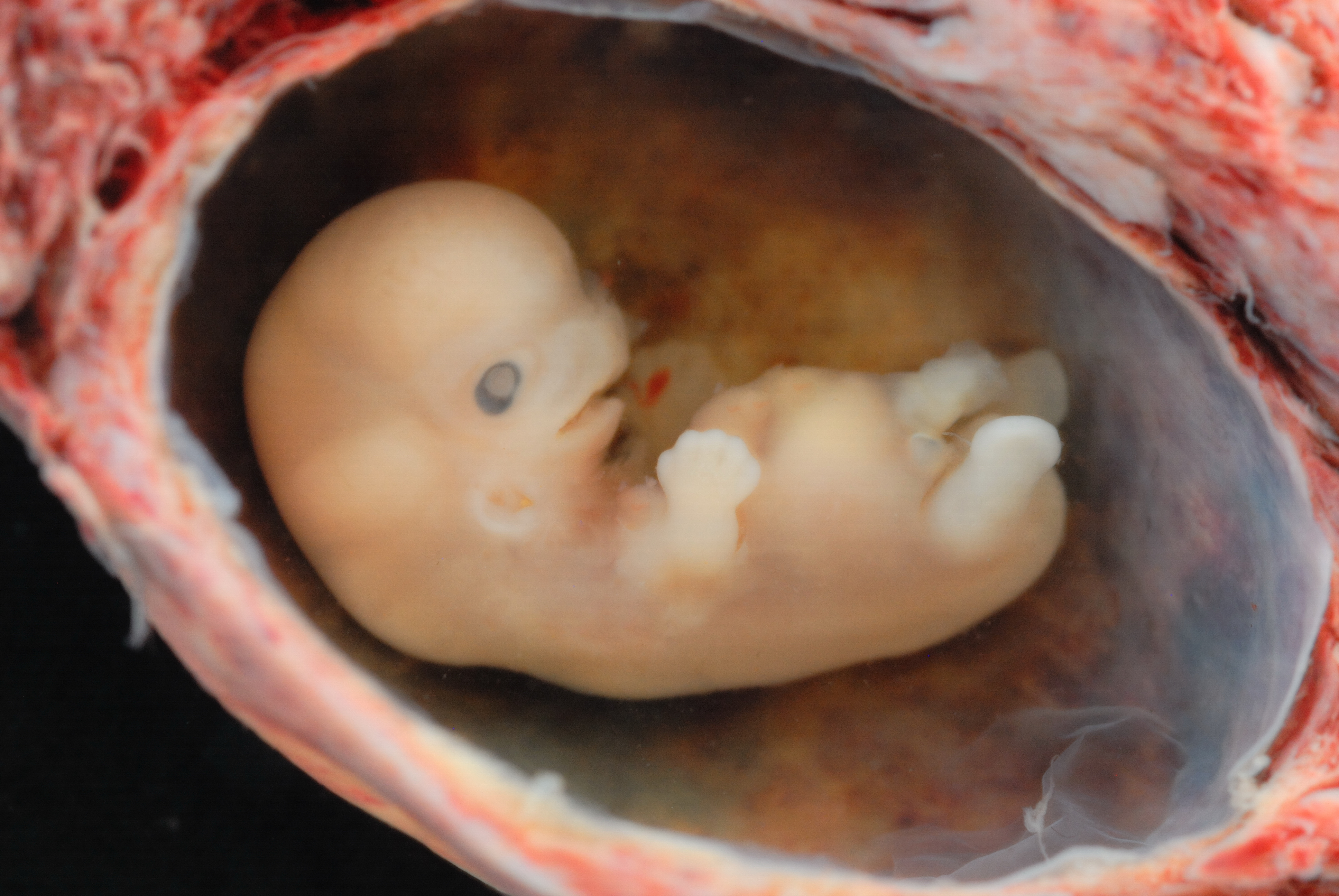
L'embrione umano approssimativamente alla 8ª settimana di gravidanza.

Negli esseri umani l'uso del termine embrione viene talvolta posticipato dopo un certo numero di divisioni cellulari successive allo zigote, fino alla formazione del bottone embrionale all'interno della blastocisti, cioè la differenziazione morfologica che permette di distinguere l'embrione dalla placenta. Una convenzione in uso è anche quella di definire come embrione l'organismo dopo che è avvenuto l'impianto nella mucosa uterina, evento che nella donna fa parte della gravidanza dopo la fecondazione-concepimento. Le prime fasi di sviluppo dell'organismo umano (zigote, morula, blastula, gastrula) o alcune di esse a volte sono incluse nella definizione, altre volte no.
Una volta formatosi, lo zigote, che possiede un genoma completo, inizia ad assumere le caratteristiche dell'organismo umano. Sviluppa un metabolismo basale, si rapporta con l'ambiente esterno, modificando le proprie risposte metaboliche in relazione a esso, si accresce e si rigenera, seppur dipendendo completamente dalla madre per quanto riguarda l'assunzione di nutrienti, gli scambi gassosi e la rimozione delle sostanze di scarto.
Al terzo giorno dal concepimento, la morula è l'ultima unità a conservare la totipotenza, dopodiché la differenziazione cellulare non permette più di ritornare a cellule totipotenti.
A partire dall'ottava settimana di gestazione il prodotto del concepimento prende il nome di feto.